# 林佳龍市府
林佳龍市府是指第二屆（2014年12月25日－2018年12月25日）臺中市市長林佳龍所組成的臺中市政府內閣行政團隊。

## 市府團隊
| 首長職稱 | 姓名   | 經歷                             |
| -------- | ------ | -------------------------------- |
| 市長     | 林佳龍 | 中華民國總統府副秘書長、立法委員 |
| 副市長   | 林陵三 | 交通部部長                       |
| 副市長   | 張光瑤 |                                  |
| 副市長   | 林依瑩 | 弘道老人福利基金會執行長         |
| 秘書長   | 黃景茂 |                                  |
| 副秘書長 | 李賢義 | 高雄市政府水利局局長             |
| 副秘書長 | 郭坤明 | 南科管理局副局長                 |

## 政策

### 社福政策
- 通過「食物銀行自治條例」，給予食物銀行實施法源，由市府各局處協助食材安全檢驗、收購過剩農產品作為物資、鼓勵攤商捐贈剩餘食材等。[1][2]
- 推出「托育一條龍」政策，凡設籍台中年齡2歲以上未滿5歲的幼兒，且父母有一方設籍台中，就讀台中市公立幼兒園即可享免學費福利，至於符合相關規定的私立幼兒園，則可獲最高每年3萬元學費補助。並且考量市民地緣或工作因素，只要戶籍地或工作地點至彰化、南投及苗栗縣3縣，距離在10公里內也可申請補助。[3]
- 為身心障礙者推出財產信託服務，透過與臺灣銀行、中華民國幸福家庭促進協會，及龐大專業團隊，包括律師、醫師、學者專家的合作，藉公正第三者信託，讓身障者保有財產的獨立性、專款專用，不被他人挪用或侵占。[4]
- 台中市社會局於2016年7月推動「無飢餓網絡」，若18歲以下的兒少家中因故沒有供餐，只要向五大超商及楓康超市登記資料即可領取餐食，社會局也會視狀況介入關懷。[5]

### 交通政策
- 以4年500公里路平方案推動孔蓋下地、瀝青夯實、增加標線抗滑、統一管線挖補、改善人行道無障礙步道等措施[6]，至2016年10月底已達268公里[7]，自《路平專案》實施後，交通事故相較2014年減少3,201件、降幅5.62%，傷亡人數也減少5千多人。[8]
- 台中市政府推動台中自行車四環線計畫，其中之一豐原大道小環線，路線標誌及休憩點等第一期工程已經完工，市長林佳龍到場視察並表示，豐原大道環整個豐原區一圈，更能串連東豐、后豐、潭雅神以及旱溪自行車道。[9][10]
- 2015年市府提升義交協勤費用，從每小時150元變200元，並提升值勤保額到300萬，加強義交保障。[11]
- 2016年「成追線雙軌化」山手線計畫獲國家發展委員會同意負擔經費預估15.4億，運能將由目前每日22列次提升1倍以上，造福中彰地區及40多萬海線居民，鐵路建設預計2020年完工。[12]
- 2016年10月16日，交通部鐵路改建工程局規劃的台中高架鐵路完工通車[13][14][15]。
- 2016年台中捷運藍線獲得交通部審核通過，全線21.3公里，從最西邊的沙鹿火車站經過台中火車站往終點干城轉運中心，預計2028年完工，捷運藍線共15座車站。總經費1124.41億元，市府負擔833.98億，其餘為中央負擔。未來捷運藍線可服務人口57.6萬人，每日運量23.06萬人，尖峰運量每小時可達3.91萬人，預估屆時可改善台灣大道交通，串聯市中心及雙港副都心。[16][17]

### 環境政策
- 台中市環保局成立空汙減量工作小組，首創空氣品質AQI即時查詢系統，並和台電達成共識在全市16個空品測站有6站達紫爆等級，在不影響供電安全的情形下，台中火力電廠將配合降載以減少空汙[18]。2015年12月16日，因應嚴重空汙，台中火力發電廠首次啟動降載減碳應變措施。[19]
- 林佳龍上任時計劃分8年時間為台中市種下100萬棵樹，台中市政府持續推動綠美化並廣泛植樹，2015年已陸續種下8萬5000棵喬木樹，在2016年預計可再種下16萬棵樹。[20][21][22]
- 台中市大甲區曾發生母親救子命喪地下道事件[23]，台中市水利局先在地下道口作截水溝，並針對大甲區民生地下道易淹水問題進行規劃。市府去年底新設完成總長878公尺截流箱涵，可將地下道東側坡面的地表水量，攔截6成以上引流至后里大排，讓民生地下道不再淹水。[24]台中市雨水下水道於2016年建置率達71.44%、總長度635.39公里，目前建置地區以易淹水地區為優先。[25]
- 台中市政府在「空氣污染減量推動小組」達成決議，其中市府各級機關所屬的二行程機車將優先汰除，公務機車更帶頭示範優先採購電動機車減少空污。[26]PM2.5在2011年時年均值約35微克/立方公尺，2014年降至26.9微克/立方公尺，2015年已剩23.69微克/立方公尺。[27]
- 台中市政府配合經濟部「水銀路燈落日計畫」，以LED路燈改善水銀路燈照度不足問題並美化市容，可減少約45,272公噸的二氧化碳排放量，相當於開闢88座台北大安森林公園。[28][29]

### 文教政策
- 林佳龍在任職立法委員期間就提出法案，通過將興建中的「台中大都會歌劇院」由地方級的藝術表演中心升格為「國家級表演藝術中心」，在林佳龍當選台中市長並執政後，得到台中首座金質獎，林佳龍也表示「未來也將以金質獎標準，打造更多優質的公共建設」[30]，此案在興建中斷至完工善後於2016年9月30日正式開幕首演。[31][32][33]
- 為了改善台中市山區偏鄉學習環境，補助梨山國中小、平等國小師生們期待多年的暖氣設備。此外林佳龍也透過「和平專案」，和副市長林陵三及各局處首長，時常去梨山協助處理問題，促進當地觀光與農產品行銷。[34]

### 經濟政策
- 台中市政府推動「摘星青年、築夢台中」創業計畫，幫助青年實踐創業夢想，遴選108名創業青年進駐審計新村、光復新村、摘星山莊等3處創業基地，透過摘星計畫群聚許多創業青年的創新與努力。[35][36][37]
- 2016年9月8日，台中市政府與日本大分縣簽署「兩地友好交流備忘錄」，並於同年9月15日首航「台中-大分」定期航班，觀光旅遊局長表示大分温泉很像台中谷關温泉，希望推動日本九州等城市交流。[38]
- 2016年9月20日，台灣港務公司於台中市政府簽訂三井Outlet開發案，將可帶動長期被漠視的台中海線港區發展。台灣三井董事總經理下町一朗說，台中港三井OUTLET PARK佔地18公頃，除了原預定郵輪碼頭，三井不動產也會複製日本橫濱及千葉縣木更津OUTLET經驗，規劃親水設施、海濱餐廳、夜景餐廳等休閒娛樂場域，同時融入大台中在地文化與美食特色。 [39][40][41]

### 其他政策
- 成立首座中部燒燙傷重建中心，讓傷患從復健到醫療整合以及日後的職業輔導、心理輔導、成立病友中心等，都有專人協助安排醫療院所或找到權責單位，此外林佳龍其家人總計捐出了120萬元給燒燙傷重建中心。[42]

- 台中市消防局2015年2月1日試辦「深夜值宿」，深夜10點到隔天清晨6點改由一名隊員「值宿」，以減輕基層消防員的勤務壓力，保留搶救災害的戰力。經過3個月評估反應良好，原本試辦的19個分隊正式實施，且在同年6月1日起擴大17個分隊加入試辦。[43][44]

- 台中市通過《登山活動管理自治條例》，隊員或領隊應具備緊急救護能力，並投保登山險方能進入特殊管制山域；此外颱風天若強行入山遇登山事故，市府可向民眾收取搜救費用。[45][46][47]

## 事件

### BRT
BRT公車自2015年7月8日起改制為「優化公車系統」，改為300～308號幹線公車上路行駛專用道，包含從台中火車站至靜宜大學沿線各站、海線、機場、清水、大甲、梧棲等路線。公車班次也從426班增至855班，同時啟用第二月台與「車間距調控系統」，並增加10公里內搭公車免費與站內增設USB手機充電站。優化公車專用道實施滿一年後，台中市交通局於2016年8月調查自評時間縮短，公車每日運量還增加約31%。然就林佳龍廢除BRT之事，監察院調查報告指出，林所稱優化公車專用道可縮短旅行時間及增加旅運人次，不符政策方向，實有違健全整體中臺灣公共運輸系統及培養大臺中地區大眾運輸運量之目標，亦不符政府施政一致性、大眾運輸之長遠性及重大投資之經濟性等原則，有損市府形象，浪費公帑，核有違失。但市政府交通局長王義川指出，前市府錯誤政策浪費鉅額公帑、招致民怨，新市府改革「假BRT」後，不僅阻止後續300億元的浪費與癱瘓市區交通，並促成交通部核定興建捷運藍線系統，各項數據也證實BRT轉型為優化公車專用道的成功，而國民黨市議會黨團痛批市政府「惡意廢棄BRT」，主張議會組調查小組逐一檢視市府廢BRT的弊端。而之後BRT廠商請求履約爭議仲裁結果出爐，市政府在仲裁案上慘敗，共要給付予機電廠商1億8378萬9338元。2018年9月12日捷運藍線計畫獲行政院正式核定。

### 台灣塔案
2014年12月8日，台灣塔規劃單位提送第四次期中報告，委託規劃設計費有8億4200萬元，超過法定10%上限，概估工程發包預算約134.3億元，使得總工程經費高達150.8億元。後此案移送政風處追查，興建單位隨即表示鋼構「誤植」多出5000多公噸，每噸鋼價也從15萬降至10萬，鋼價總預算主動降價總計24億2019萬元，由於台灣塔早已違背議會做出「總經費不得逾80億元」決議，且使用過多鋼量形成不環保的大鋼構，因此暫停興建將以80億元為上限另找尋替代方案。
2015年臺中市都市發展局決定將臺中智慧營運中心作為臺灣塔的替代方案，設計案重新設計案招標。2015年2月26日，政風處調查後發現台灣塔的評選及招標違法、建造經費四度變更前後迥異、變更設計未控管預算、鋼構工程報價偏高、預算超出上限放任不理，決定將該弊案移送廉政署偵辦。專案管理公司中興工程表示，建築師在2014年12月8日提出的鋼構單價過高，報價與預算偏離很大，2014年12月22日已審退150億元預算案，並請建築師說明鋼構單價、數量是否合理。國民黨台中市議員李中不滿指出，台中市政府既然2014年12月22日已審退，都發局為何還拿12月8日150億元的「錯誤資料」給市長召開記者會，淪為「一塔變兩塔」栽贓前市府團隊
市府進一步說明指出，雖然台灣塔的建築師在2014年12月25日修正數字，以電子郵件通知市府，然而電子郵件並非正式文件，台中市政府無法據此審查。市府依據的是建築師2014年12月8日發出的正式公文。都市發展局表示，業者得知被退回，隨後又在很短時間內表示可調降預算，過程之快引發疑慮。關於台中市政府要求的正式文件，台灣塔的建築師指出，「台灣塔細部設計報告已經完成，預算符合80億元的要求，只是市府決定停建，（所以）報告送不出來」

### 臺中捷運綠線鋼樑墜落事故
2015年1月12日，台中市長林佳龍早上在主管會報上宣布，台中捷運綠線工程將從即日起日夜趕工，加速用地取得，使原訂2020年完工的工程提前到2018年11月30日全線完工，比原本工程進度提前兩年。
2015年4月10日，臺中市北屯區發生遠揚建設「捷運鋼樑掉落」工安事件，隔日行政院院長毛治國即表示「地方應該要深切檢討」，邱毅也對剛上任的林佳龍調侃發表「台中市民有沒感覺選錯人」的爭議言論。王定宇調出公文時才發現主管機關乃交通部，並委託臺北市政府進行捷運建造工程，公文簽名者為甲方毛治國、乙方郝龍斌、丙方胡志強，因此王定宇駁斥毛治國「主管本工程的是你毛治國的行政院交通部」。由於臺中市政府沒有權力管轄此捷運工程，因此林佳龍與臺北市市長柯文哲協商停工調查，並要求修改合約增加臺中市政府在工程中的監督角色，最後在臺北市政府捷運工程局確認復工改善計畫後於同年8月全面復工。

### 總預算遭擱置
2015年12月25日，台中市議會民進黨黨團「朝小野大」的情況下，市府隔年度總預算1771億餘元遭到全數擱置後散會，創下台中市政府年度結束前總預算無法在市議會完成二、三讀的紀錄。相較過去13年胡志強執政時總預算只刪除1億多元就可過關，林佳龍對此差別表示遺憾，並呼籲市議會儘速補救。此案直到2016年1月26日，由議長林士昌宣布三讀通過，總預算審查在刪除後為1263億5020萬元。

### 土地徵收都市更新爭議
臺中市政府有意將興大附農靠近市府的第二校區變更為機關用地，引起校方反彈，臺中市市長林佳龍於2017年5月9日出席附農校務會議後，宣布全案土地變更程序暫緩。臺中市政府辦公空間不足，有意在市府周邊闢建第二辦公園區，市府鎖定惠中路、臺灣大道口附近的二塊興大附農土地，面積約2公頃。臺中市都市計畫委員會已將用地變更為機關用地，送內政部都委會時，因校方反對，內政部要求市府與校方溝通。2017年5月9日，臺中市市長林佳龍針對第二校區土地徵收爭議，親自赴興大附農參加臨時校務會議說明會，全校教師動員穿黑衣、學生則在校園外牆拉起白布條抗爭。

### 東亞青運被拔
2018年7月24日上午10點，东亚奥协理事会在北京召開臨時理事會，經過一番討論後，会议认为台湾民間正推動的「东京奥运正名公投」活动会让东亚青年运动会面临「政治风险」以及「政治干扰」，及被認為是「公然挑戰奧委會模式」，最後以舉手表決方式决定是否取消台中市東亞青運的主办权；中國奥委会、中國香港奥委会、中國澳門奥委会、蒙古奥委会、朝鲜奥委会、韩国奥委会以及東亞奧協理事會主席劉鵬（中國奥委会前主席）支持取消，代表台灣的中華臺北奥委会反對取消，日本奥委会認為「事關重大應延後再議」投下棄權票，最終以7票贊成、1票反對及1票棄權取消台中市的主辦權。市長林佳龍等人於2018年7月30日召開國際記者會表示，以主辦城市首長兼任2019第一屆東亞青運籌委會主委身分提出四大理由正式向東亞奧協提出申復，並同步發函給東亞奧會九個會員國家地區代表，並痛批政治介入體育，在國際運動史上是最不光彩一頁。

### 市旗重新設計
2016年4月25日，網友在台大PTT發文貼出台灣各縣市的旗幟圖，其中網友幾乎都認為台中市市旗最醜，市長林佳龍直接在臉書PO文「真的嗎？該怎麼辦呢？」，希望廣徵網友意見。台中市政府新聞局長卓冠廷表示市府曾於2003年舉辦徵選活動，但最後因徵選作品不符期待，遂沿用舊市旗至今。2016年台中市政府舉辦市旗徵選活動，並透過i-Voting票選選出大家喜歡的作品，於2017年公布結果，但因票選為第一名作品的構圖有待修正而並未啟用。

### 合作備忘錄事件
2018年3月6日，台中市長林佳龍高調召開合作備忘錄（MOU）簽訂記者會，與德國一人公司「霍夫曼諮詢公司」總裁哈利．霍夫曼簽訂「海水採礦聯合開發投資案」的合作備忘錄（MOU），事後被媒體記者揭露，合作公司的背景與可行性引起各方關注及疑慮。